# Dryopsophus dahlii
Espèce
Synonymes
- Chiroleptes dahlii Boulenger, 1896 "1895"
- Litoria dahlii (Boulenger, 1896)

Statut de conservation UICN

 LC  : Préoccupation mineure
Dryopsophus dahlii est une espèce d'amphibiens de la famille des Pelodryadidae.

## Répartition

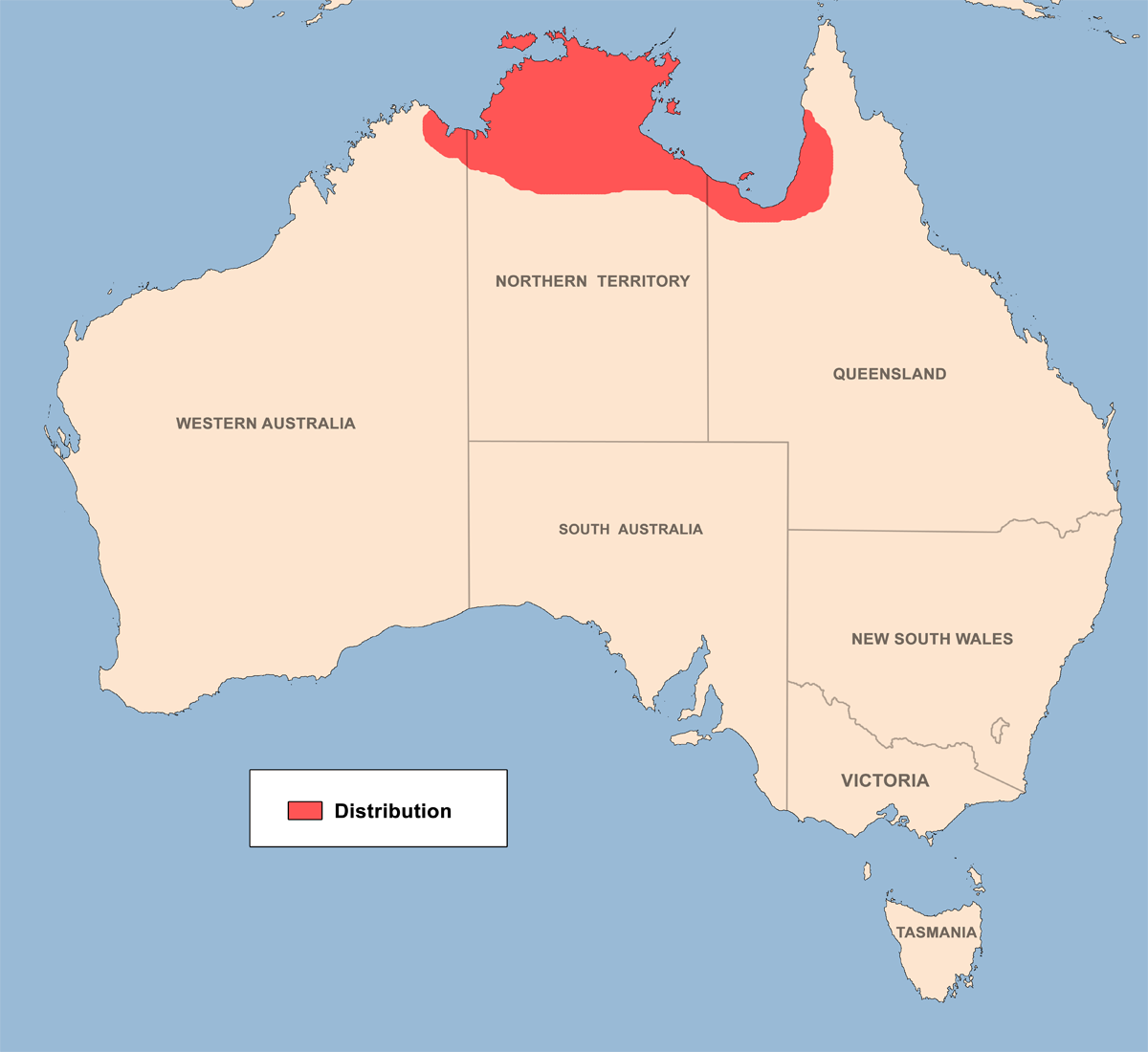
Distribution

Cette espèce est endémique du Nord de l'Australie. Elle se rencontre dans l'extrême Est de la région du Kimberley en Australie Occidentale, dans le nord du Territoire du Nord et dans le sud-ouest de la péninsule du cap York au Queensland ce qui représente 308 300 km2.

## Description
Les mâles mesurent de 49 à 63 mm et les femelles de 59 à 71 mm.

## Étymologie
Cette espèce est nommée en l'honneur de Knut Dahl (1871–1953).

## Publication originale
- Boulenger, 1896 "1895" : Descriptions of a new snake and a new frog from north Australia. Proceedings of the Zoological Society of London, vol. 1895, p. 867 (texte intégral).